# مورتوغابا
مورتوغابا (بالبرتغالية: Mortugaba‏)؛ بلدية في ولاية باهيا في المنطقة الشمالية الشرقية من البرازيل.